# Dexippe (philosophe)
Ne doit pas être confondu avec Dexippe.
Dexippe était un philosophe grec du IVe siècle, élève de Jamblique. Il a écrit des commentaires sur l'œuvre de Platon et sur celle d'Aristote, en particulier pour défendre les « Catégories » de ce dernier et réfuter des objections de Plotin.